# Shangri-La (Mark Knopfler)
Shangri-La is het vierde album van Mark Knopfler, zanger en gitarist van de Britse groep Dire Straits. Het album is opgenomen in de gelijknamige jaren zestig opnamestudio in Malibu (Los Angeles).

## Inhoud
1. 5:15 am (5:54)
2. Boom, Like That (5:48)
3. Sucker Row (4:56)
4. The Trawlerman's Song (5:02)
5. Back To Tupelo (4:31)
6. Our Shangri-La (5:41)
7. Everybody Pays (5:24)
8. Song For Sonny Liston (5:06)
9. Whoop De Doo (3:53)
10. Postcards From Paraguay (4:07)
11. All That Matters (3:08)
12. Stand Up Guy (4:32)
13. Donegan's Gone (3:04)
14. Don't Crash The Ambulance (5:06)